# 판타지 & 사이언스 픽션
판타지 & 사이언스 픽션(영어: Fantasy & Science Fiction, F&SF)은 미국의 SF, 판타지 잡지이다. 1949년 뉴욕에서 창간했으며, 1966년 코네티컷주 콘월로 본사를 이전하였다. 현재 본사는 뉴저지주의 호보컨에 위치한다.

## 이름의 변천
창간시 (1949년 가을호)의 잡지 이름은 The Magazine of Fantasy였다. SF 전반을 수용하기 위하여, 잡지 이름은 다음 호에서 The Magazine of Fantasy and Science Fiction으로 바뀌었다. 6호 (1951년 2월호)에서 "and"를 "&"로 변경하여 The Magazine of Fantasy & Science Fiction이 되었다. 17호 (1952년 10월호)에서 다시 "&"가 "and"로 변경되었다. 1979년 5월에 다시 "&"가 나타났고, 1987년 10월호에 마지막으로 잡지 이름은 Fantasy & Science Fiction으로 바뀌었다.